# Die Puppenkönigin
Die Puppenkönigin ist eine deutsche Stummfilm-Gaunerkomödie aus dem Jahre 1924 von Gennaro Righelli mit Maria Jacobini in der Titelrolle und Harry Liedtke in der männlichen Hauptrolle. Der dänische Leinwandveteran Viggo Larsen verabschiedete sich mit dieser Produktion vom Stummfilm.

## Handlung
Der elegante und feine Graf Claude du Plessis hat in einem Nobelhotel ein Zimmer gebucht und bekommt die Nr. 12 zugeteilt. Als er sich gerade in seinem Badezimmer aufhält, verschafft sich eine junge Frau Zutritt zu dem Hotelzimmer, in Begleitung eines windigen Abenteurers. Der entwendet sogleich die gräflichen Personaldokumente, sodass er fortan als Graf du Plessis leben und umherreisen kann. Fortan werden auf dem Namen des echten Grafen nunmehr kostspielige Einkäufe getätigt, die der echte du Plessis bezahlen muss. Die Impertinenz des betrügerischen Doppelgängers geht schließlich sogar so weit, dass er die Tochter eines vermögenden Puppenfabrikanten ehelicht, natürlich erneut unter dem Namen Comte Claude du Plessis. 
Der echte Graf hat in der Zwischenzeit längst die Polizei eingeschaltet und geht, quasi in privatdetektivischer Mission, den eigenen Spuren nach. Als er schließlich fündig wird und „seine Ehefrau“ erstmals kennen lernt, verliebt sich der echte Graf alsbald in die ihm letztlich vollkommen fremde Gattin. Bald wird es immer turbulenter, denn es dauert nicht lang, da wird der echte Graf für den Hochstapler gehalten und mietet sich auch noch in dessen Wohnung ein. Das komödientypische Happy End lässt nicht lange auf sich warten: Bei allem Verdruss, den der Hochstapler, Doppelgänger und Gauner verursacht hat: Auf diese Weise kommt Claude du Plessis zu einer Ehefrau, die Puppenkönigin, in die zu verlieben ihm ausgesprochen leicht fällt.

## Produktionsnotizen
Die Puppenkönigin entstand Frühjahr/Mitte 1924 mit Studioaufnahmen im Grunewald-Atelier (Berlin) sowie mit Außenaufnahmen in Ägypten und Schreiberhau. Der Film passierte die deutsche Zensur am 15. Dezember 1924. Der Sechsakter besaß eine Länge von 2404 Meter und wurde im Januar 1925 im UFA-Theater Kurfürstendamm uraufgeführt. 
Die von Leo Goldberger ausgeführten Filmbauten entwarf Stefan Lhotka.
Dasselbe Team (Regisseur, Hauptdarsteller, Drehbuchautoren, Kameraleute) drehte zeitgleich an eben diesen Drehorten (inklusive Ägypten) den Monumentalfilm Orient.